# Stróievo
Stróievo (en rus: Строево) és un poble de l'óblast de Kurgan, a Rússia, que el 2017 tenia 259 habitants. Es troba a la riba oriental del llac homònim. Fou fundat el 1847 per colons de la gubèrnia de Pskov.